# Devil's Ground
Devil's Ground è il quinto album della Heavy/Power metal band tedesca Primal Fear.

## Tracce
1. Metal is Forever – 4:46
2. Suicide and Mania – 4:03
3. Visions of Fate – 4:50
4. Sea of Flames – 4:01
5. The Healer – 6:40
6. Sacred Illusion – 4:03
7. In Metal – 5:15
8. Soulchaser – 4:52
9. Colony 13 – 3:55
10. Wings of Desire – 6:46
11. Heart of a Brave – 4:55
12. Devil's Ground – 2:09

## Formazione
- Ralf Scheepers - voce
- Stefan Leibing - chitarra
- Tom Naumann - chitarra
- Mat Sinner - basso
- Randy Black - batteria